# Filipp Bobkow
Filipp Dienisowicz Bobkow (ros. Фили́пп Дени́сович Бобко́в, ur. 1 grudnia 1925 we wsi Czerwona Kamjanka w rejonie aleksandryjskim, zm. 17 czerwca 2019 w Moskwie) – radziecki wojskowy i funkcjonariusz KGB, generał armii, I zastępca przewodniczącego KGB w latach 1985–1991.

## Życiorys
Od 1929 mieszkał z rodziną w Donbasie, od 1932 w Makiejewce, skąd po ataku Niemiec na ZSRR 1941 uciekł do obwodu kemerowskiego. Pracował na budowach w mieście Lenińsk Kuźniecki, gdzie został wybrany do fabrycznej organizacji komsomolskiej, potem II sekretarzem komitetu fabrycznego. Od grudnia 1942 w Armii Czerwonej, pomocnik dowódcy plutonu i komsorgiem batalionu strzelców, potem dowódca plutonu. Walczył na Froncie Zachodnim, uczestnik operacji rżewsko-wiaziemskiej, gdzie został ranny, później brał udział w bitwie pod Smoleńskiem, pod Mohylewem i w zimowych walkach na Białorusi na początku 1944, gdzie został po raz drugi ranny i wskutek tego do lata 1944 przebywał w szpitalu. Po powrocie na front walczył nad Bałtykiem, m.in. w Kurlandii. Szlak bojowy zakończył na Łotwie. Od 1944 w WKP(b).

## Służba w organach kontrwywiadu
Po wojnie podjął studia w szkole kontrwywiadu Smiersz przy Leningradzkim Okręgu Wojskowym, po ukończeniu której 1946 skierowany do pracy w centralnym aparacie Ministerstwa Bezpieczeństwa Państwowego ZSRR. Pracował w V Zarządzie (tajno-politycznym) wykonując pracę operacyjną, od 1952 roku szef kolejno 2 i Wydziału 1 Oddziału V Zarządu, następnie szef 1 Wydziału i zastępca szefa IV Zarządu.
Od 1954 w organach Komitetu Bezpieczeństwa Państwowego przy Radzie Ministrów ZSRR. Od 1955 sekretarz partyjnej organizacji IV Zarządu KGB oraz zastępca szefa 1 Wydziału, od 1956 szef 1 wydziału w IV Zarządzie KGB (kontrwywiad ideologiczny). W marcu 1956 brał udział w tłumieniu zamieszek w Tbilisi, 1956 ukończył zaocznie Wyższą Szkołę Partyjną przy KC KPZR, od 1960 szef 10 Oddziału II Zarządu Głównego KGB (kontrwywiad), od 1961 zastępca szefa II Zarządu Głównego KGB, od 1965 w stopniu generała majora.
Od 1968 zastępca szefa V Zarządu KGB, od maja 1969 do stycznia 1983 jego szef; głównym zadaniem tego Zarządu była „walka z dywersją ideologiczną, elementami antysowieckimi, profilaktyka i zapobieganie masowym nieporządkom”. Od 18 stycznia 1983 zastępca przewodniczącego KGB, a od 5 grudnia 1985 do 29 stycznia 1991 I zastępca przewodniczącego KGB, od 30 października 1987 w stopniu generała armii. Deputowany do Rady Najwyższej ZSRR XI kadencji, 1986-1990 członek KC KPZR. Od 1992 kierownik Zarządu Analitycznego holdingu AO Grupa „MOST”. Aktywny komentator dawnych i bieżących wydarzeń w ZSRR, Rosji i na świecie, przyjaźnił się z prezydentem Federacji Rosyjskiej Władimirem Putinem.
Pochowany na Cmentarzu Trojekurowskim w Moskwie.

## Odznaczenia
- Order Lenina (trzykrotnie)
- Order Rewolucji Październikowej
- Order Wojny Ojczyźnianej I klasy
- Order Czerwonego Sztandaru Pracy
- Order Sławy III klasy
- Medal „Za Odwagę” (dwukrotnie)
- Medal „Za zasługi bojowe”
- Medal „Za zwycięstwo nad Niemcami w Wielkiej Wojnie Ojczyźnianej 1941–1945”
- Medal „Za wyróżnienie w ochronie granic państwowych ZSRR”
- Medal 100-lecia urodzin Lenina
- Medal jubileuszowy „Dwudziestolecia zwycięstwa w Wielkiej Wojnie Ojczyźnianej 1941–1945”
- Medal jubileuszowy „Trzydziestolecia zwycięstwa w Wielkiej Wojnie Ojczyźnianej 1941–1945”
- Medal jubileuszowy „Czterdziestolecia zwycięstwa w Wielkiej Wojnie Ojczyźnianej 1941–1945”
- Medal jubileuszowy „50-lecia zwycięstwa w Wielkiej Wojnie Ojczyźnianej 1941–1945”
- Medal Żukowa (Rosja)
- Medal 850-lecia Moskwy
- Medal „Weteran Sił Zbrojnych ZSRR”
- Medal „Za umacnianie braterstwa broni”
- Medal jubileuszowy „30 lat Armii Radzieckiej i Floty”
- Medal jubileuszowy „40 lat Sił Zbrojnych ZSRR”
- Medal jubileuszowy „50 lat Sił Zbrojnych ZSRR”
- Medal jubileuszowy „60 lat Sił Zbrojnych ZSRR”
- Medal jubileuszowy „70 lat Sił Zbrojnych ZSRR”
- Medal 1500-lecia Kijowa
- Medal Za umacnianie braterstwa broni (resortowy – Ministerstwo Obrony)
- Medal „Za nienaganną służbę” I klasy
- Medal „Za nienaganną służbę” II klasy
- Order Suche Batora (Mongolia)
- Order Czerwonego Sztandaru (Mongolia)
- Order Gwiazdy Polarnej (Mongolia)
- Medal 50-lecia Mongolskiej Rewolucji Ludowej (Mongolia)
- Order Czerwonego Sztandaru (Afganistan)
- Medal 30-lecia zwycięstwa nad Chałchin-Goł (Mongolia)
- Order Ludowej Republiki Bułgarii (Bułgaria)
- Medal Braterstwa Broni (NRD)
- Medal za Wybitne zasługi dla rozwoju obwodu kemerowskiego (obwód kemerowski)
- Odznaka za Rany – dwukrotnie ranny